# Monocreagra pheloides
Monocreagra pheloides är en fjärilsart som beskrevs av Felder 1874. Monocreagra pheloides ingår i släktet Monocreagra och familjen tandspinnare. Inga underarter finns listade i Catalogue of Life.